# Coupe d'Europe des vainqueurs de coupe féminine de handball 1999-2000
Navigation
Coupe des coupes 1998-1999 Coupe des coupes 2000-2001
La Coupe d'Europe des vainqueurs de coupe féminine de handball 1999-2000 est la 24e édition de la Coupe d'Europe des vainqueurs de coupe féminine de handball, compétition de handball créée en 1976 et organisée par l'EHF.

## Formule
La Coupe des Vainqueurs de Coupe est également appelée C2. Il est d’usage que les vainqueurs des coupes nationales respectives y participent. L’ensemble des rencontres se dispute en matches aller-retour, y compris la finale. 

## Résultats

### Quarts de finale
| Date Aller   | Club                    | Aller   | Total   | Retour  | Club                    | Date Retour  |
| ------------ | ----------------------- | ------- | ------- | ------- | ----------------------- | ------------ |
| 18 mars 2000 | TV Giessen Lützellinden | 31 – 30 | 57 – 59 | 26 – 29 | Spartak Kiev            | 25 mars 2000 |
| 24 mars 2000 | Kras Zagreb             | 25 – 29 | 50 – 61 | 25 – 32 | Milar L'Eliana Valencia | 26 mars 2000 |
| 18 mars 2000 | Otelul Galați           | 18 – 20 | 40 – 43 | 22 – 23 | Ikast Bording EH        | 25 mars 2000 |
| 18 mars 2000 | Kouban Krasnodar        | 29 – 18 | 49 – 34 | 20 – 16 | Nordstrand Oslo         | 25 mars 2000 |

### Demi-finales
| Date Aller    | Club             | Aller   | Total   | Retour  | Club                    | Date Retour   |
| ------------- | ---------------- | ------- | ------- | ------- | ----------------------- | ------------- |
| 24 avril 2000 | Ikast Bording EH | 28 – 25 | 49 – 56 | 21 – 31 | Milar L'Eliana Valencia | 30 avril 2000 |
| 22 avril 2000 | Kouban Krasnodar | 26 – 15 | 46 – 45 | 20 – 30 | Spartak Kiev            | 29 avril 2000 |

### Finale
| Date Aller  | Club             | Aller   | Total   | Retour  | Club                    | Date Retour |
| ----------- | ---------------- | ------- | ------- | ------- | ----------------------- | ----------- |
| 20 mai 2000 | Kouban Krasnodar | 24 – 31 | 54 – 62 | 30 – 31 | Milar L'Eliana Valencia | 28 mai 2000 |

## Les championnes d'Europe

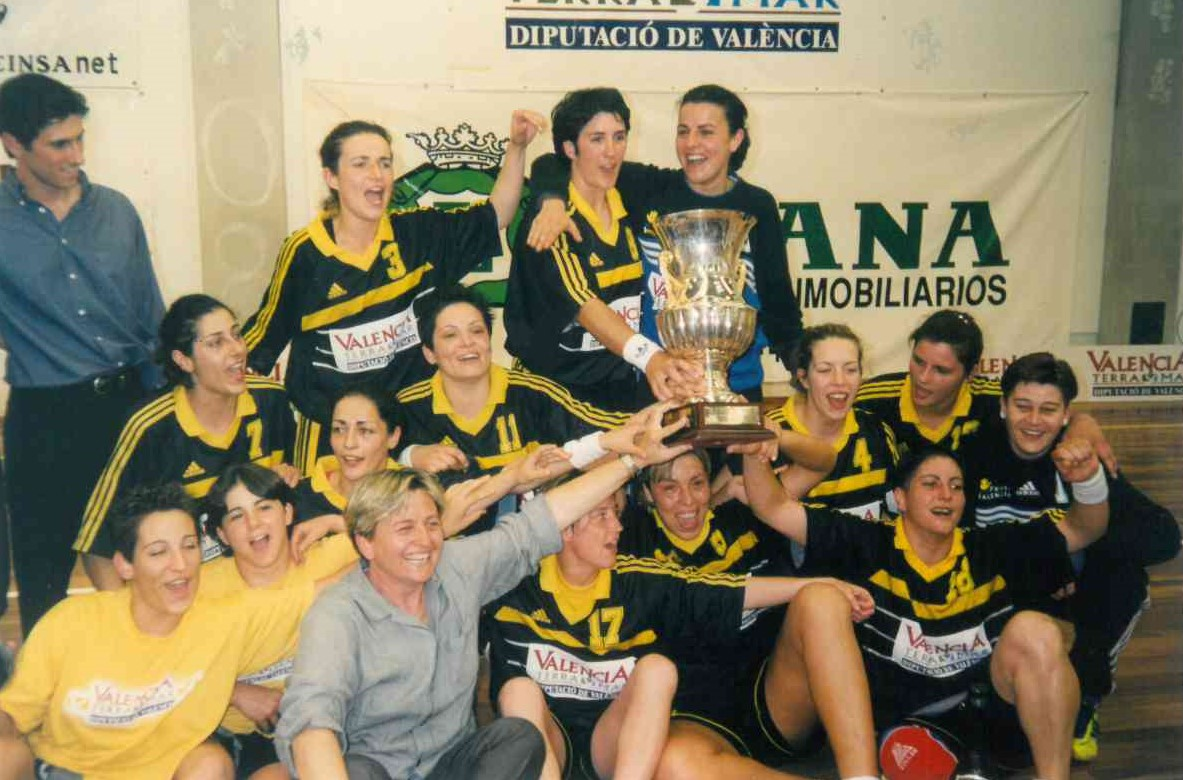
L'équipe fête la victoire.

| Championne d'Europe des vainqueurs de coupe 1999-2000 Milar L'Eliana Valencia 1er titre |